# Джо Витале
Йозеф „Джо“ Витале (на английски: Joseph „Joe“ Vitale) е американски лектор, маркетинг консултант и писател на бестселъри в жанра книги за самопомощ.

## Биография и творчество
Джо Витале е роден на 29 декември 1953 г. в Нийлс, Охайо, САЩ. В семейството си страда от домашно насилие и чете много книги. След завършване на гимназията в Нийлс учи в колеж в държавния университет в Кент. След дипломирането си работи в Далас временни работи като таксиметров шофьор, репортер и работник. После нает в продължение на пет години от „Ексон“ като копирайтър в Хюстън. Едновременно с работата си започва да пише.
През 1984 г. е издадена първата му книга „Дзен и изкуството на писането“, която бележи успех. С навлизането на интернет започва да пише онлайн.
Книгата му „The Attractor Factor“ от 2005 г. става бестселър.
Участва в популярния документален филм „Тайната“ със свое интервю.
Автор е на четири музикални албума и колекционира редки книги.
Джо Витале живее със семейството си в Остин, Тексас.

## Произведения
частична библиография
- Zen and the Art of Writing: A New Approach to Creative Expression (1984)
- AMA complete guide to small business advertising (1995)
- The Attractor Factor: 5 Easy Steps for Creating Wealth (or Anything Else) from the Inside Out (2005)
Факторът Привличане, изд.: ИК „Изток-Запад“, София (2008), прев. Мария Николова
- Hypnotic Writing: How to Seduce and Persuade Customers with Only Your Words (2006)
Хипнотичните думи, изд.: „Локус пъблишинг“, София (2011), прев.
- Life's Missing Instruction Manual: The Guidebook You Should Have Been Given at Birth (2006)
Животът – инструкции за употреба: Липсващото досега ръководство, което всеки би трябвало да получава при раждането си, изд.: ИК „Изток-Запад“, София (2006), прев. Мария Чакърова
- Zero Limits: The Secret Hawaiian System for Wealth, Health, Peace, and More (2007) – с Ихалеакала Хю Лен
Абсолютна неограниченост: метод за постигане на благополучие, здраве, душевен мир и всичко, за което мечтаете, изд.: „Intense“, София (2010), прев. Евелина Пенева
- Buying Trances: A New Psychology of Sales and Marketing (2007)
- Attract Money Now (2007)
Великата тайна за привличане на пари, изд.: „Intense“, София (2010), прев. Златомира Иванова
- Expect Miracles (2008)
Очаквай чудеса, изд.: „Intense“, София (2008), прев. Деница Райкова
- The Key: The Missing Secret for Attracting Anything You Want (2008)
- The Awakening Course: The Secret to Solving All Problems (2010)
Курс пробуждане. Всеки проблем може да бъде решен, изд.: ИК „Изток-Запад“, София (2011), прев. Жана Ценова
- Faith (2012)
- The Law of Attraction (2012)
- At Zero: The Final Secrets to „Zero Limits“ the Quest for Miracles Through Ho'oponopono (2013)
В нулата: зоната на Абсолютната неограниченост, изд.: „Intense“, София (2014), прев. Александра Павлова
- The Remembering Process: A Surprising (and Fun) Breakthrough New Way to Amazing Creativity (2014) – с Даниел Барет
Процесът припомняне: как да постигнем изумителна креативност чрез този неподозиран и забавен новаторски метод, изд.: „Intense“, София (2014), прев. Александра Павлова
- The Secret Prayer: The Three-Step Formula for Attracting Miracles (2015)
- The Awakened Millionaire: A Manifesto for the Spiritual Wealth Movement (2016)
Милионерът, който се пробуди за духовното, изд.: „Intense“, София (2016), прев. Александра Павлова
- The Miracle Six Steps to Enlightenment (2016)